# 仲谷進
仲谷 進（なかたに すすむ ）は日本の特殊メイクアーティスト、映画監督、映画特技監督。

## 人物
1966年、大阪生まれ。大阪府立佐野工業高等学校機械科卒業。大阪モード学園メイクアップアーティスト学科卒業
1987年、特殊メイクアップアーティストの神風太郎に師事。
1992年、特殊メイクスタジオKID`S COMPANYを設立。特殊メイク専門工房として大阪に事務所を設立。以降、TVや映画、CM、MV、イベントなどの特殊メイクを手がける。
ECCアーティスト専門学校 特殊メイクコース、大阪デザイナー専門学校 特殊メイクコースを立ち上げ、若手育成に力を注ぐ。
現在、大阪モード学園非常勤講師を勤める。
工房にてスクール開校。

## 参加作品

### ■特殊メイク、造型

#### 映画参加作品
- 電脳大奥（友松直之監督）
- SUN RUN GUN（ぜんじろう監督）
- ア・ホーマンス（ぜんじろう監督）
- VERSUS (映画)（北村龍平監督）
- 地獄甲子園（山口雄大監督）
- 魁クロマティ高校（山口雄大監督）
- VIOLENCE PM（石原貴洋監督）
- 大阪外道　OSAKA VIOLENCE（石原貴洋監督）
- 大阪蛇道 Snake of Violence（石原貴洋監督）
- コントロール・オブ・バイオレンス（石原貴洋監督）
- 呪報2045　ワタシが死ぬ理由THE MOVIE
- クローズエクスプロード（豊田利晃監督）
- 木屋町DARUMA　（榊英雄監督）
- 蚤とり侍（鶴橋監督）

#### TV、ドラマ参加作品
- 奇跡の生還者たち1〜6 ドキュメント大救出！事故再現ドラマ（特殊メイク）
- 奇跡の生還者たち1〜2 事故再現ドラマ（特殊メイク）
- 世にも奇妙な2050年ニュース（特殊メイク）
- たけしの万物創世期（肌　特殊メイク）
- 探偵ナイトスクープ（特殊メイク）
- ごきげんブランニュ！（特殊造型）
- 紳助ファンド（特殊造型）
- よゐこ部映画研究（特殊メイク）
- NHKヒストリア（特殊メイク）
- ももくろVS100人ゾンビSAVE（特殊メイク）
- 呪報2405ワタシが死ぬ理由（特殊メイク）
- 銭湯の娘（肌絵）
- ごぶごぶ（特殊メイク）
- かがくdeムチャミタス!（老人メイク）
- 狩猟雪姫（造形物）
- 探偵由利麟太郎（特殊メイク）
- DIVER（特殊メイク）
- 恐怖新聞（特殊メイク）

#### CM参加作品
- パナソニック（ロシアCMフランケンシュタイン制作）
- エキスポランド（スーパーイリュージョンCM）
- チョーヤウメッシュ（宇宙人バンド編宇宙人制作）
- グリコクルッピ（お菓子職人パペット制作）
- ナショナルホットベルト（アザラシ制作）
- HEP FIVE（ミイラ男、カッパ制作）
- 小林製薬サカムケア（特殊メイク）
- 小林製薬タムチンキパウダースプレー（特殊メイク）
- 小林製薬アットノン（特殊メイク）
- 小林製薬ニノキュア（特殊メイク）
- パチンコCRザ•リング（特殊メイク）
- マルハン「7のチカラ」（特殊メイク）
- 小林製薬セナキュア（特殊メイク）
- 小林製薬アピトベール（特殊メイク）
- 小林製薬オードムーゲ（特殊メイク）
- 小林製薬ミーミエイド（特殊メイク）
- 小林製薬マスキュア　（特殊メイク）
- ロート製薬メディカルリップ（特殊メイク）

### ■監督
- 腐女子 - A Wife And The Child Are Corrupt（監督）
- おおわいこ（監督）